# Матилда фон Валдек-Пирмонт
Матилда фон Валдек-Пирмонт (на немски: Mathilde zu Waldeck und Pyrmont; * 10 април 1801, Роден; † 13 април 1825 в Карлсруе, Силезия) е принцеса от Валдек-Пирмонт и чрез женитба херцогиня на Вюртемберг.

## Биография
Тя е дъщеря на княз Георг I фон Валдек-Пирмонт (1747 – 1813) и принцеса Августа фон Шварцбург-Зондерсхаузен (1768 – 1849), дъщеря на княз Август II фон Шварцбург-Зондерсхаузен (1738 – 1806) и принцеса Кристина фон Анхалт-Бернбург (1746 – 1823).
Матилда фон Валдек-Пирмонт умира на 24 години на 13 април 1825 г. в Покой/Карлсруе, Силезия, при раждането на третото си дете.

## Фамилия
Матилда фон Валдек-Пирмонт се омъжва на 20 април 1817 г. в Аролзен за херцог Евгений фон Вюртемберг (* 8 януари 1788; † 16 септември 1857), син на херцог Евгений фон Вюртемберг (1758 – 1822) и принцеса Луиза фон Щолберг-Гедерн (1764 – 1834). Те имат децата:
- Мария фон Вюртемберг (* 25 март 1818, Покой/Карлсруе, Силезия; † 10 април 1888, дворец Филипстал), омъжена на 9 октомври 1845 г. в Покой/Карлсруе за ландграф Карл II фон Хесен-Филипстал (1803 – 1868), син на ландграф Ернст Константин фон Хесен-Филипстал
- Евгений фон Вюртемберг (* 25 декември 1820; † 8 януари 1875, Покой/Карлсруе), женен на 15 юли 1843 г. в Бюкебург за принцеса Матилда фон Шаумбург-Липе (1818 – 1891), дъщеря на княз Георг Вилхелм фон Шаумбург-Липе
- Вилхелм Александер (* 13 април 1825, Покой/Карлсруе; † 15 април 1825, Покой/Карлсруе)

Нейният съпруг Евгений фон Вюртемберг се жени втори път 1827 г. за принцеса Хелена фон Хоенлое-Лангенбург (1807 – 1880).